# Thomas Waller (politicus)
Etienne Thomas Louis Waller (Paramaribo, 24 juli 1883 – 26 juni 1966) was een Surinaams planter en politicus.
Hij bracht zijn jeugd door in het district Saramacca en later in Paramaribo. Om opgeleid te worden tot planter ging hij werken bij de Cultuurtuin. Waller heeft bij verschillende plantages gewerkt. Zo was hij rond 1909 gezagvoerder op de plantage Geyersvlijt waar toen voornamelijk cacao werd geproduceerd. Later werd hij directeur van de plantage Berlijn. In 1919 werd de Algemeene Plantersbond opgericht waarvan hij vanaf het begin de voorzitter was maar in 1921 gaf hij de voorzittersfunctie alweer op. Later zou hij beheerder en daarna eigenaar worden van de plantage Guadeloupe.
Naast planter was Waller zowel van 1919 tot 1926 als van 1945 tot 1948 Statenlid en bovendien schreef hij soms stukjes in het dagblad Suriname en later De West. In april 1948 werd het bestuur van Suriname herzien met de instelling van het College van Bijstand. Waller werd lid van dat college met Landbouw in zijn portefeuille. In verband met een nieuwe Staatsregeling werd dat college op 25 juni 1948 hernoemd naar het College van Algemeen Bestuur (CAB). Na de eerste algemene verkiezingen van mei 1949 werd hij opgevolgd door de NPS'er Walther Hewitt.
Eind 1965 kwam het boekje Surinaamse herinneringen van boer Thomas uit wat voornamelijk bestond uit een bundeling van eerder van hem verschenen krantenstukken. Een half jaar later overleed hij op 82-jarige leeftijd.